# Reemtsma-Entführung
Bei der Reemtsma-Entführung wurde der Hamburger Mäzen, Philologe und Sozialforscher Jan Philipp Reemtsma 1996 zum Zweck der Erpressung gefangengehalten und nach 33 Tagen gegen Zahlung eines Lösegeldes in Millionenhöhe freigelassen. Die Täter – Thomas Drach und drei Mittäter – erhielten hohe Freiheitsstrafen.

## Tathergang
Zwei Täter überwältigten Jan Philipp Reemtsma am 25. März 1996 gegen 20:20 Uhr auf seinem Grundstück in der Straße Krumdals Weg in Hamburg-Blankenese. Dort hinterließen sie einen mit einer Handgranate beschwerten Brief mit der Lösegeldforderung von 20 Millionen D-Mark. Ihr Opfer brachten sie in den Keller eines Hauses in Garlstedt (Niedersachsen), rund 90 km von Hamburg entfernt. Dort wurde Reemtsma bis zu seiner Freilassung 33 Tage später gefangen gehalten. Mindestens zwei Geldübergabeversuche scheiterten, weil die Täter Polizeipräsenz vermuteten. Dies nahmen sie zum Anlass, die Lösegeldforderung auf 30 Millionen Mark zu erhöhen. Jan Philipp Reemtsmas Angehörige organisierten die schließlich erfolgreiche Geldübergabe ohne Wissen der Polizei. Durchgeführt wurde sie von dem Hamburger Pastor Christian Arndt, dem Kieler Soziologen Lars Clausen sowie dem Hamburger Sozialarbeiter Michael Herrmann. Herrmann mietete ein Auto, in dem die Entführer Arndt und Clausen über ein Mobiltelefon nach Krefeld lotsten. Sie erhielten die Anweisung, das Auto für einige Zeit zu verlassen und sich zu entfernen. Währenddessen nahmen die Entführer das Lösegeld in Höhe von 15 Millionen D-Mark und 12,5 Millionen Schweizer Franken an sich und fuhren das Auto auf einen Abhang, was eine sofortige Verfolgung unmöglich machte. 43 Stunden später, am 26. April 1996, wurde Jan Philipp Reemtsma südlich von Hamburg unverletzt freigelassen.

## Rezeption und literarische Verarbeitung
Bis zur Freilassung hielten sich Presse, Radio und Fernsehen an eine vereinbarte Nachrichtensperre, so dass die Öffentlichkeit nichts erfuhr. Danach beherrschte die Reemtsma-Entführung über Wochen die Schlagzeilen und blieb bis heute in den Medien präsent. Aktueller Anlass ist ein neuerliches Strafverfahren gegen Thomas Drach, in dem es um mehrere Überfälle auf Geldtransporter geht. 
Jan Philipp Reemtsma hat die Erlebnisse in Zusammenhang mit dem Verbrechen in seinem 1997 erschienenen Buch Im Keller dargestellt. Sein Sohn Johann Scheerer reflektiert die Ereignisse aus Sicht der Familie in dem 2018 veröffentlichten Buch Wir sind dann wohl die Angehörigen. Die Geschichte einer Entführung. Der 2021 erschienene Roman Unheimlich nah hat die Jahre danach zum Thema.
Scheerers erstes Buch wurde 2022 unter dem gleichen Titel von Hans-Christian Schmid verfilmt.

## Verhaftungen und Verurteilungen
Dank der präzisen Beschreibung Jan Philipp Reemtsmas fand die Polizei das Versteck wenige Wochen nach seiner Freilassung. Es befand sich in einem Haus in Garlstedt, welches die Täter bereits 1995 gemietet hatten. Über den Mietvertrag sowie Hinweise von Ortsbewohnern konnte man drei der vier Tatbeteiligten identifizieren.
Der Haupttäter Thomas Drach wurde 1998 in Buenos Aires verhaftet, nachdem die Polizei seine Telefonate mit einem alten Freund in Deutschland abgehört hatte. Zwei Jahre später lieferte Argentinien ihn aus. 2001 verurteilte das Landgericht Hamburg Drach zu 14 Jahren und 6 Monaten Freiheitsstrafe. Einen von ihm gestellten Antrag auf Strafaussetzung zur Bewährung nach zwei Dritteln der Zeit (§ 57 StGB) lehnte es 2007 ab. Erst am 21. Oktober 2013 kam er frei, wobei Führungsaufsicht angeordnet wurde.
Auch die drei Mittäter konnte man zur Verantwortung ziehen. Bereits 1996 wurden Wolfgang Koszics und Peter Richter in Spanien verhaftet und im folgenden Jahr zu zehneinhalb bzw. fünf Jahren Freiheitsstrafe verurteilt. Richter kam 1999 frei, Koszics erst 2011. Er hatte zum Zeitpunkt der Entführung unter Bewährung gestanden und musste deshalb insgesamt 15 Jahre verbüßen. Pjotr Laskowski stellte sich 1999 selbst und bekam sechs Jahre Freiheitsstrafe. 2002 wurde er entlassen und in sein Heimatland Polen abgeschoben.
Am 10. Februar 2014 wurde im Meer vor der portugiesischen Algarve Wolfgang Koszics’ Leiche gefunden. Die örtliche Polizei ging von einem Suizid aus. Das Landeskriminalamt und die Staatsanwaltschaft Hamburg hingegen hielten auch ein Tötungsdelikt für möglich und ermittelten in diese Richtung. Im November 2015 stellten sie die Ermittlungen ein, da ein Fremdverschulden nicht nachzuweisen war.
Lutz Drach, der Bruder des Haupttäters, wurde bereits 1996, also im Jahr der Entführung, wegen versuchter Geldwäsche zu einer Freiheitsstrafe von 18 Monaten verurteilt. 2003 verhaftete ihn die Polizei in Spanien. Nach erfolgter Auslieferung verurteilte ihn das Landgericht Aachen 2006 zu sechseinhalb Jahren Freiheitsstrafe. Diesmal ging es um vollendete Geldwäsche. Dafür wurde 2008 auch Bernd Dieter Kramer verurteilt, ebenfalls vom Landgericht Aachen. Festgenommen hatte man ihn 2006 in Brasilien. Er soll die Wäsche des Lösegeldes organisiert haben. Kramer sagte umfassend aus und bekam sechs Jahre Freiheitsstrafe. Fünf Jahre erhielt bereits 2001 ein Physiotherapeut, der bei der Geldwäsche wiederholt als Kurier fungiert hatte.
2014 machte die Festnahme eines Deutschen auf Mallorca Schlagzeilen. Ihm warf man vor, Mitglieder der Frankfurter Hells Angels mehrfach mit dem Wissen erpresst zu haben, dass diese Teile des Lösegeldes im Rotlichtmilieu gewaschen hätten. Er räumte die Erpressungen ein und wurde zu zwei Jahren auf Bewährung verurteilt.

## Verbleib des Lösegeldes
Der Verbleib des Lösegeldes ist weitgehend unklar. Die Entführer erhielten 15 Millionen DM und 12,5 Millionen Schweizer Franken. Bis heute konnte man davon umgerechnet etwa eine Million Euro sicherstellen, wobei der höchste Betrag 600.000 US-Dollar waren. Die Aachener Polizei fand sie 2001 in der Wohnung eines Physiotherapeuten. Er war von Anfang an in die Wäsche des Lösegeldes involviert gewesen. In diesem Zusammenhang vertraute man ihm 700.000 Dollar zur Aufbewahrung an, von denen er 100.000 Dollar eigenmächtig ausgab. Um dies zu verschleiern und auch den Rest behalten zu können, inszenierten er und ein weiterer Mann einen Überfall. Hinterher offenbarte der Komplize sich der Polizei. 2013 entdeckten private Ermittler 459.900 US-Dollar in einem Schließfach in Uruguay, die sich Thomas Drach zuordnen ließen. Jan Philipp Reemtsma erhielt dieses Geld zurück. Rechtsgrundlage dafür ist ein Pfändungstitel des Landgerichts Hamburg.
Zu den übrigen 14 Millionen Euro gibt es keine gesicherten Erkenntnisse. Auch die wegen Geldwäsche durchgeführten Strafverfahren brachten insoweit keinen Aufschluss. Die Angeklagten waren zwar geständig, zum Verbleib des Geldes konnten oder wollten sie aber keine genauen Angaben machen. Inzwischen glauben viele, dass Thomas Drach schon lange kein Geld aus der Entführung mehr hat. Ein erheblicher Teil sei für Geldwäsche und Anwaltskosten verbraucht oder direkt ausgegeben worden, den Rest hätten andere abgegriffen oder bei missglückten Geschäften verloren. Lutz Drach etwa habe 1,5 Millionen Dollar für Kokain bezahlt, welches er nie erhielt. Auch Jan Philipp Reemtsma geht davon aus, dass Thomas Drach vom Lösegeld nichts mehr hat. Ein wichtiges Indiz hierfür seien die ihm zur Last gelegten Überfälle auf Geldtransporter. Anlässlich von Drachs neuerlicher Festnahme im Februar 2021 sagte Reemtsma: „Er hat dieses Lösegeld offensichtlich nicht mehr, er muss neue Verbrechen begehen, (...).“.
Sollten irgendwo noch Original-Scheine aus dem Lösegeld versteckt sein, wären diese für den Besitzer (Besitz ist nicht gleichbedeutend mit rechtmäßigem Eigentum) wertlos. Die Deutsche Mark ist kein Zahlungsmittel mehr; die Schweizer Franken gehören zu einer Serie, die inzwischen aus dem Verkehr genommen wurde. Dieses Geld könnte man nur noch bei der Bundesbank beziehungsweise der Schweizerischen Nationalbank eintauschen, was anonym nicht möglich ist.